# 阿切伦扎
阿切伦扎（義大利語：Acerenza），是意大利波坦察省的一个市镇。总面积77平方公里，人口2612人，人口密度33.9人/平方公里（2009年）。ISTAT代码为076002。